# Bada Tibor
Bada Tibor (Újvidék, 1963. augusztus 11. – Budapest, 2006. július 4.) festőművész, költő, előadóművész.

## Pályafutása
Bada Tibor művészképző középiskolába járt, ezt követően tengerészkatona volt Pólában, majd az Újvidéki Egyetem Bölcsészettudományi Kar Magyar Tanszékének a hallgatója. Újvidéken festőként, kalligráfusként, illetve a jugoszláv képregény-kultúrán alapuló képversek, képregények írójaként alkotott a haláláig használt Bada Dada művésznéven. 1992-ben költözött Magyarországra, ahol 2006-ban bekövetkezett haláláig élt.
Életét leginkább a festészet töltötte ki, ezen kívül verseket, dalszövegeket írt, a Jugoszláviai tudósok (később Tudósok) együttes tagjaként előadóművészként is hírnevet szerzett, továbbá több animációs filmet alkotott. Legismertebb dala az Apa kocsit hajt (1984). Szellemileg leginkább Szentendrén érezte magát otthon; baráti szálak kötötték az egykori A. E. Bizottság együttes tagjaihoz.
Röviddel 43. születésnapja előtt rákoskeresztúri műtermében öngyilkos lett.

## Egyéni kiállítások
- Gallery by Night, Budapest (performance Máriás Bélával) (1992)
- Élőholt szoba (Máriás Bélával), Veszprémi Egyetem Aula (1992)
- Dolce for niente, Stúdió 1900 Galéria, Budapest (1994)
- Vad a Bada Dada, Stúdió 1900 Galéria, Budapest (1996)
- Totális tavasz, Stúdió 1900 Galéria, Budapest (1999)[2]
- Bada Dada emlékkiállítás, Home Galéria, Budapest (2008)

## Lemezei
Jugoszláviai tudósok:
- Az igaz tudósok (Szerzői MC, Újvidék, 1989)
- Atom-atom az a harcom! (Black Hole Sound MC, Újvidék, 1991)

Tudósok:
- Ne aggyad az agyad! (Bahia CD, Budapest, 1993)
- Repülő tudomány (Bahia CD, Budapest, 1995)

## Filmjei
- Pánik ping-pong. Rajzanimáció (3:30) Varga Stúdió, Budapest 1993. Írta, rajzolta, rendezte: Bada Dada. Zene: drMáriás – Bada Dada
- Help. Rajzanimáció-sorozat (10 x 0:30) Varga Stúdió, Budapest 1994-96. Rendezte: Lehotay Zoltán. Rajzolta: Bada Dada
- Frontline. Rajzanimáció (6:30) Varga Stúdió, Budapest 1997. Írta, rajzolta, rendezte: Bada Dada

## Kötetei
- Új most. Bojler tudás garázs. 84o-87o; Új Symposion, Újvidék 1988
- Ne higgy a rossz időben!; RÉS Kortárs Alkotó Műhely, s.l., 1990
- Őszinte gyöngyszemek. Bada Dada összes versei 1., 1981–85; szerk. Triceps; Bada Dada Alapítvány, Bp., 2018 (Mersz könyvek)